# Corale Renato Portelli
La Corale Renato Portelli è un coro polifonico con sede a Mariano del Friuli, fondato nel 1928 ed è diretto da Fabio Pettarin.

## Storia
La Corale Renato Portelli di Mariano del Friuli è un gruppo vocale composto da più di 40 cantori. Il gruppo si dedica particolarmente allo studio della polifonia contemporanea collaborando in stages ed incontri con importanti direttori e compositori corali europei (Javier Busto, Vytautas Miskinis, Werner Pfaff).
La Corale di Mariano del Friuli è stata fondata nel lontano 1928 dal maestro Renato Portelli ed ha festeggiato nel 2008 gli 80 anni della sua attività. 
Svolge da allora una costante ed ininterrotta attività, sia nell'ambito della Parrocchia e sia partecipando a numerose manifestazioni corali in Regione, in Italia ed all'Estero.
Organizza annualmente a Mariano rassegne e concerti che hanno visto la partecipazione di numerosi complessi di grande prestigio nazionale ed internazionale provenienti dalla Spagna, Svezia, Finlandia, Belgio, Croazia, Slovenia, Austria, Germania, Polonia, Russia, Argentina e Philippine.
È promotore di corsi "Voci dell'Estate" per Direttori di Coro giunti alla terza edizione (Docente maestro Werner Pfaff (Ger) ed Ateliers con  compositori di fama internazionale: nel 2004 è stato ospite il Mo. Javier Busto (Spagna) e nel 2005 il compositore Lituano Mo. Vytautas Miskins.
Nel 2005 e nel 2011 ha partecipato a CoroVivo classificandosi nella fascia di eccellenza ed ha ottenuto in entrambe le edizioni il primo premio per il miglior progetto musicale presentato.
Nel 2006 ha partecipato al Corso Superiore per Direttori sul Romanticismo tenutosi a Cividale sotto la direzione del Mo. Georg Gruen (Ger).
Nel mese di aprile 2011 ha ospitato il corso per maestri di coro Il respiro è già canto – direttore artistico Mo. Dario Tabbia – in qualità di coro laboratorio.
Negli ultimi anni ha proposto interessanti produzioni musicali strumentali, fra le quali l'opera  "L'Homme Armè – A Mass for Peace" di Karl Jenkins per coro, soli ed orchestra, il "Gloria" di John Rutter per brass ensemble, coro e soli e nel corso del 2010 l'opera "Mass of the Children" di John Rutter per coro di voci bianche, coro misto, soli ed orchestra.
Il repertorio della Corale Renato Portelli spazia dalla musica polifonica, sacra e profana, ai canti di elaborazione popolare del Friuli-Venezia Giulia, internazionali  ed elaborazioni di musiche moderne.
maestro Fabio Pettarin
Fabio Pettarin, di professione ingegnere imprenditore, è musicalmente autodidatta.
Animato da una grande passione per la musica corale, può vantare una notevole esperienza acquisita sia come corista che come partecipante a numerosi corsi di perfezionamento in direzione e tecnica di canto corale sotto la guida di valenti maestri tra i quali P. G. Righele, G. Mazzuccato, A. Veneration, W. Pfaff, G. Graden, S. Kuret, G. Gruen ed altri.
Ha partecipato inoltre a corsi di perfezionamento sulla "tecnica vocale" e sulla "intonazione naturale".  È stato invitato a tenere conferenze e stage presso associazioni corali del Friuli e del Veneto. È membro della commissione artistica regionale dell'USCI FVG. Dirige la Corale Renato Portelli di Mariano del Friuli dal 1995.

## Discografia
- 2000 – Ricordi
- 2000 – Percorsi
- 2009 – L'Homme Armè – A Mass for Peace
- 2010 – Mass of the Children